# Hoplodrina alsinides
Hoplodrina alsinides är en fjärilsart som beskrevs av Constantini 1922. Hoplodrina alsinides ingår i släktet Hoplodrina och familjen nattflyn. Inga underarter finns listade i Catalogue of Life.